# Dél-Korea a 2016. évi nyári olimpiai játékokon

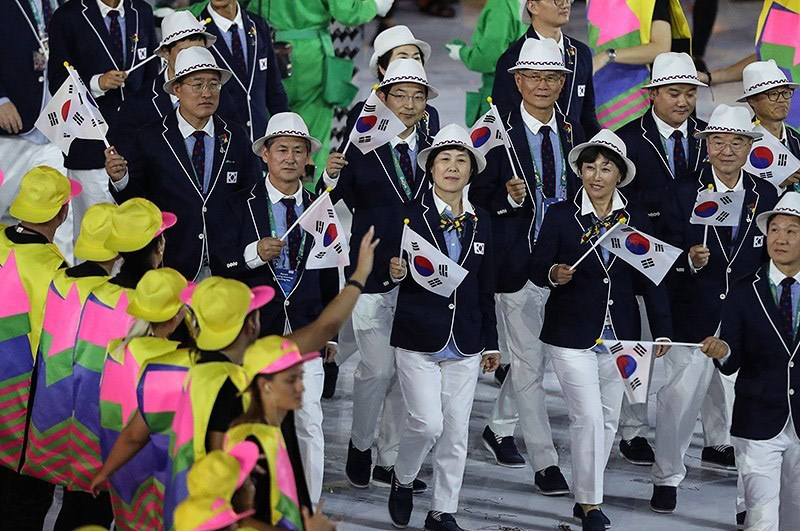
Dél-Korea csapata a nyitóünnepségen

Dél-Korea a brazíliai Rio de Janeiróban megrendezett 2016. évi nyári olimpiai játékok egyik részt vevő nemzete volt. Az országot az olimpián 25 sportágban 207 sportoló képviselte, akik összesen 21 érmet szereztek. 1984 óta a legkisebb számú dél-koreai delegáció.

## Érmesek
| Érem  | Versenyző                                                                     | Sportág       | Versenyszám              | Dátum         |
| ----- | ----------------------------------------------------------------------------- | ------------- | ------------------------ | ------------- |
| Arany | Pak Inbi (Park In-bi)                                                         | Golf          | Női egyéni               | augusztus 20. |
| Arany | Ku Boncshan (Ku Bon-chan)                                                     | Íjászat       | Férfi egyéni             | augusztus 12. |
| Arany | Kim Udzsin (Kim Woo-jin) Ku Boncshan (Ku Bon-chan) I Szungjun (Lee Seung-yun) | Íjászat       | Férfi csapat             | augusztus 6.  |
| Arany | Csang Hjedzsin (Chang Hye-jin)                                                | Íjászat       | Női egyéni               | augusztus 11. |
| Arany | Csang Hjedzsin (Chang Hye-jin) Cshö Miszon Ki Bobe (Gi Bo-bae)                | Íjászat       | Női csapat               | augusztus 7.  |
| Arany | Csin Dzsongo (Jin Jong-oh)                                                    | Sportlövészet | Férfi szabadpisztoly     | augusztus 10. |
| Arany | Kim Szohi (Kim So-hui)                                                        | Taekwondo     | Női légsúly              | augusztus 17. |
| Arany | O Hjeri (Oh Hye-ri)                                                           | Taekwondo     | Női váltósúly            | augusztus 19. |
| Arany | Pak Szangjong (Park Sang-yeong)                                               | Vívás         | Férfi párbajtőr, egyéni  | augusztus 9.  |
| Ezüst | An Baul                                                                       | Cselgáncs     | Férfi harmatsúly         | augusztus 7.  |
| Ezüst | Csong Bogjong (Jeong Bo-gyeong)                                               | Cselgáncs     | Női légsúly              | augusztus 6.  |
| Ezüst | Kim Dzsonghjon (Kim Jong-hyeon)                                               | Sportlövészet | Férfi sportpuska, fekvő  | augusztus 12. |
| Bronz | Kim Hjonu (Kim Hyeon-u)                                                       | Birkózás      | Férfi kötöttfogású 75 kg | augusztus 14. |
| Bronz | Kvak Tonghan (Gwak Dong-han)                                                  | Cselgáncs     | Férfi középsúly          | augusztus 10. |
| Bronz | Ki Bobe (Gi Bo-bae)                                                           | Íjászat       | Női egyéni               | augusztus 11. |
| Bronz | Jun Dzsinhi (Yoon Jin-hee)                                                    | Súlyemelés    | Női 53 kg                | augusztus 7.  |
| Bronz | Kim Thehun (Kim Tae-hun)                                                      | Taekwondo     | Férfi légsúly            | augusztus 17. |
| Bronz | I Dehun (Lee Dae-hun)                                                         | Taekwondo     | Férfi pehelysúly         | augusztus 18. |
| Bronz | Csha Dongmin (Cha Dong-min)                                                   | Taekwondo     | Férfi nehézsúly          | augusztus 20. |
| Bronz | Csong Gjongun (Jeong Gyeong-eun) Sin Szungcshan (Shin Seung-chan)             | Tollaslabda   | Női páros                | augusztus 18. |
| Bronz | Kim Dzsonghvan (Kim Jeong-hwan)                                               | Vívás         | Férfi kard, egyéni       | augusztus 10. |

| Sportág       | 1 | 2 | 3 | Összesen |
| Íjászat       | 4 | 0 | 1 | 5        |
| Cselgáncs     | 0 | 2 | 1 | 3        |
| Sportlövészet | 1 | 1 | 0 | 2        |
| Súlyemelés    | 0 | 0 | 1 | 1        |
| Vívás         | 1 | 0 | 1 | 2        |
| Birkózás      | 0 | 0 | 1 | 1        |
| Taekwondo     | 2 | 0 | 3 | 5        |
| Tollaslabda   | 0 | 0 | 1 | 1        |
| Golf          | 1 | 0 | 0 | 1        |
| Összesen      | 9 | 3 | 9 | 21       |

| Nap           | 1 | 2 | 3 | Összesen |
| augusztus 6.  | 1 | 1 | 0 | 2        |
| augusztus 7.  | 1 | 1 | 1 | 3        |
| augusztus 9.  | 1 | 0 | 0 | 1        |
| augusztus 10. | 1 | 0 | 2 | 3        |
| augusztus 11. | 1 | 0 | 1 | 2        |
| augusztus 12. | 1 | 1 | 0 | 2        |
| augusztus 14. | 0 | 0 | 1 | 1        |
| augusztus 17. | 1 | 0 | 1 | 2        |
| augusztus 18. | 0 | 0 | 1 | 1        |
| augusztus 19. | 1 | 0 | 0 | 1        |
| augusztus 20. | 1 | 0 | 1 | 2        |
| Összesen      | 9 | 3 | 9 | 21       |

## Asztalitenisz
Férfi
| Versenyző                                                                         | Versenyszám | Selejtező         | 64-es főtábla     | 48-as főtábla     | 32-es főtábla                                                      | Nyolcaddöntő                                                             | Negyeddöntő                                                                | Elődöntő                                                                               | Döntő                                                                                     | Helyezés |
| Versenyző                                                                         | Versenyszám | Ellenfél Eredmény | Ellenfél Eredmény | Ellenfél Eredmény | Ellenfél Eredmény                                                  | Ellenfél Eredmény                                                        | Ellenfél Eredmény                                                          | Ellenfél Eredmény                                                                      | Ellenfél Eredmény                                                                         | Helyezés |
| --------------------------------------------------------------------------------- | ----------- | ----------------- | ----------------- | ----------------- | ------------------------------------------------------------------ | ------------------------------------------------------------------------ | -------------------------------------------------------------------------- | -------------------------------------------------------------------------------------- | ----------------------------------------------------------------------------------------- | -------- |
| Csong Jongsik (Jeong Young-Sik)                                                   | Egyes       | erőnyerő          | erőnyerő          | erőnyerő          | Liam Pitchford (GBR) · 6–11, 11–8, 13–11, 11–5, 11–5               | Ma Lung (Ma Long) (CHN) · 11–6, 12–10, 5–11, 1–11, 11–13, 11–13          | kiesett                                                                    | kiesett                                                                                | kiesett                                                                                   | 9.       |
| I Szangszu (Lee Sang-Su)                                                          | Egyes       | erőnyerő          | erőnyerő          | erőnyerő          | Adrian Crişan (ROU) · 11–9, 11–13, 11–5, 12–10, 10–12, 6–11, 11–13 | kiesett                                                                  | kiesett                                                                    | kiesett                                                                                | kiesett                                                                                   | 17.      |
| Csu Szehjok (Ju Se-hyuk) Csong Jongsik (Jeong Young-Sik) I Szangszu (Lee Sang-Su) | Csapat      |                   |                   |                   |                                                                    | Brazília (BRA) · Hugo Calderano · Cazuo Matsumoto · Gustavo Tsuboi · 3–0 | Svédország (SWE) · Pär Gerell · Kristian Karlsson · Mattias Karlsson · 3–1 | Kína (CHN) · Csang Csi-ko (Zhang Jike) · Hszü Hszin (Xu Xin) · Ma Lung (Ma Long) · 0–3 | Bronzmérkőzés · Németország (GER) · Timo Boll · Dimitrij Ovtcharov · Bastian Steger · 1–3 | 4.       |

Női
| Versenyző                                                                 | Versenyszám | Selejtező         | 64-es főtábla     | 48-as főtábla     | 32-es főtábla                                       | Nyolcaddöntő                                                                    | Negyeddöntő                                                                                               | Elődöntő          | Döntő             | Helyezés |
| Versenyző                                                                 | Versenyszám | Ellenfél Eredmény | Ellenfél Eredmény | Ellenfél Eredmény | Ellenfél Eredmény                                   | Ellenfél Eredmény                                                               | Ellenfél Eredmény                                                                                         | Ellenfél Eredmény | Ellenfél Eredmény | Helyezés |
| ------------------------------------------------------------------------- | ----------- | ----------------- | ----------------- | ----------------- | --------------------------------------------------- | ------------------------------------------------------------------------------- | --- | ----------------- | ----------------- | -------- |
| Cson Dzsihi (Jeon Ji-Hee)                                                 | Egyes       | erőnyerő          | erőnyerő          | erőnyerő          | Matilda Ekholm (SWE) · 11–2, 11–3, 3–11, 11–4, 11–2 | Jü Meng-jü (Yu Mengyu) (SIN) · 10–12, 11–8, 10–12, 7–11, 2–11                   | kiesett                                                                                                   | kiesett           | kiesett           | 9.       |
| Szo Hjovon (Seo Hyowon)                                                   | Egyes       | erőnyerő          | erőnyerő          | erőnyerő          | Lily Zhang (USA) · 11–8, 11–8, 7–11, 11–7, 11–6     | Cseng Ji-csing (Cheng I-Ching) (TPE) · 5–11, 9–11, 3–11, 11–4, 11–5, 11–9, 7–11 | kiesett                                                                                                   | kiesett           | kiesett           | 9.       |
| Cson Dzsihi (Jeon Ji-Hee) Jang Heun (Yang Hae-Un) Szo Hjovon (Seo Hyowon) | Csapat      |                   |                   |                   |                                                     | Románia (ROU) · Daniela Dodean · Elizabeta Samara · Bernadette Szőcs · 3–2      | Szingapúr (SIN) · Jü Meng-jü (Yu Mengyu) · Feng Tien-vej (Feng Tian Wei) · Csou Ji-han (Zhou Yihan) · 2–3 | kiesett           | kiesett           | 5.       |

## Atlétika
Férfi
| Versenyző                           | Versenyszám     | Selejtező | Selejtező | Selejtező | Előfutam | Előfutam | Előfutam | Elődöntő | Elődöntő | Elődöntő | Döntő         | Döntő         |
| Versenyző                           | Versenyszám     | Idő       | Hely.     | Össz.     | Idő      | Hely.    | Össz.    | Idő      | Hely.    | Össz.    | Idő           | Helyezés      |
| ----------------------------------- | --------------- | --------- | --------- | --------- | -------- | -------- | -------- | -------- | -------- | -------- | ------------- | ------------- |
| Kim Gugjong (Kim Gugyeong)          | 100 m           | kiemelt   | kiemelt   | kiemelt   | 10,37    | 7.       | 51.**    | kiesett  | kiesett  | kiesett  | kiesett       | kiesett       |
| Sim Dzsongszop (Sim Jong-seop)      | Maraton         |           |           |           |          |          |          |          |          |          | 2:42:42       | 138.          |
| Szong Mjongdzsun (Son Myeong-Jun)   | Maraton         |           |           |           |          |          |          |          |          |          | 2:36:21       | 131.          |
| Cshö Bjonggvang (Choi Byeong-gwang) | 20 km gyaloglás |           |           |           |          |          |          |          |          |          | 1:29:08       | 57.           |
| Pjon Jongdzsun (Byeon Yeongjun)     | 20 km gyaloglás |           |           |           |          |          |          |          |          |          | 1:30:38       | 61.           |
| Kim Hjonszop (Kim Hyeonseob)        | 20 km gyaloglás |           |           |           |          |          |          |          |          |          | 1:21:44       | 17.           |
| Kim Hjonszop (Kim Hyeonseob)        | 50 km gyaloglás |           |           |           |          |          |          |          |          |          | nem ért célba | nem ért célba |
| Pak Cshilszong (Park Chil-seong)    | 50 km gyaloglás |           |           |           |          |          |          |          |          |          | nem ért célba | nem ért célba |

| Versenyző                       | Versenyszám | Selejtező | Selejtező | Döntő    | Döntő    |
| Versenyző                       | Versenyszám | Eredmény  | Helyezés  | Eredmény | Helyezés |
| ------------------------------- | ----------- | --------- | --------- | -------- | -------- |
| Jun Szunghjon (Yun Seung-hyeon) | Magasugrás  | 217 cm    | 43.*      | kiesett  | kiesett  |
| U Szanghjok (Woo Sang-hyeok)    | Magasugrás  | 226 cm    | 22.       | kiesett  | kiesett  |
| Kim Dokhjon (Kim Deok-hyeon)    | Távolugrás  | 782 cm    | 14.       | kiesett  | kiesett  |
| Kim Dokhjon (Kim Deok-hyeon)    | Hármasugrás | 16,36 m   | 27.       | kiesett  | kiesett  |

Női
| Versenyző                    | Versenyszám     | Döntő    | Döntő    |
| Versenyző                    | Versenyszám     | Idő      | Helyezés |
| ---------------------------- | --------------- | -------- | -------- |
| An Szulgi (An Seulgi)        | Maraton         | 2:36:50  | 42.      |
| Im Gjonghi (Lim Gyeong-hui)  | Maraton         | 2:43:31  | 70.      |
| Cson Jongun (Jeon Yeong-eun) | 20 km gyaloglás | 1:36:31  | 39.      |
| I Daszul (Lee Da-Seul)       | 20 km gyaloglás | kizárták | kizárták |
| I Dzsongun (Lee Jeong-eun)   | 20 km gyaloglás | kizárták | kizárták |

* - egy másik versenyzővel azonos eredményt ért el

** - két másik versenyzővel azonos eredményt ért el

## Birkózás

### Férfi
Kötöttfogású
| Versenyző                    | Versenyszám | Selejtező                    | Nyolcaddöntő              | Negyeddöntő                   | Elődöntő          | Vigaszág első kör | Vigaszág elődöntő               | Bronz- mérkőzés            | Döntő             | Helyezés |
| Versenyző                    | Versenyszám | Ellenfél Eredmény            | Ellenfél Eredmény         | Ellenfél Eredmény             | Ellenfél Eredmény | Ellenfél Eredmény | Ellenfél Eredmény               | Ellenfél Eredmény          | Ellenfél Eredmény | Helyezés |
| ---------------------------- | ----------- | ---------------------------- | ------------------------- | ----------------------------- | ----------------- | ----------------- | ------------------------------- | -------------------------- | ----------------- | -------- |
| I Dzsongbek (Lee Jeong-baek) | 59 kg       | Stig André Berge (NOR) · 0–2 | kiesett                   | kiesett                       | kiesett           | kiesett           | kiesett                         | kiesett                    | kiesett           | 14.      |
| Rju Hanszu (Ryu Han-su)      | 66 kg       | erőnyerő                     | Lőrincz Tamás (HUN) · 4–0 | Migran Arutyunyan (ARM) · 1–2 |                   |                   | Adham Saleh (EGY) · 5–0         | Rəsul Çunayev (AZE) · 0–8  |                   | 5.       |
| Kim Hjonu (Kim Hyeon-u)      | 75 kg       | erőnyerő                     | Roman Vlaszov (RUS) · 5–7 |                               |                   |                   | Jang Bin (Yang Bin) (CHN) · 3–1 | Božo Starčević (CRO) · 6–4 |                   |          |

Szabadfogású
| Versenyző                  | Versenyszám | Selejtező         | Nyolcaddöntő                           | Negyeddöntő       | Elődöntő          | Vigaszág első kör | Vigaszág elődöntő | Bronz- mérkőzés   | Döntő             | Helyezés |
| Versenyző                  | Versenyszám | Ellenfél Eredmény | Ellenfél Eredmény                      | Ellenfél Eredmény | Ellenfél Eredmény | Ellenfél Eredmény | Ellenfél Eredmény | Ellenfél Eredmény | Ellenfél Eredmény | Helyezés |
| -------------------------- | ----------- | ----------------- | -------------------------------------- | ----------------- | ----------------- | ----------------- | ----------------- | ----------------- | ----------------- | -------- |
| Jun Dzsunsik (Yun Jun-sik) | 57 kg       | erőnyerő          | Hacı Əliyev (AZE) · 2–12 technikai tus | kiesett           | kiesett           | kiesett           | kiesett           | kiesett           | kiesett           | 17.      |
| Kim Gvanuk (Kim Gwan-uk)   | 86 kg       | erőnyerő          | Reineris Salas (CUB) · 1–4 kétvállas   | kiesett           | kiesett           | kiesett           | kiesett           | kiesett           | kiesett           | 16.      |

## Cselgáncs
Férfi
| Versenyző                    | Versenyszám  | Selejtező         | 32-es főtábla                          | Nyolcaddöntő                                    | Negyeddöntő                              | Elődöntő                                    | Vigaszág elődöntő                     | Bronz- mérkőzés                    | Döntő                              | Helyezés |
| Versenyző                    | Versenyszám  | Ellenfél Eredmény | Ellenfél Eredmény                      | Ellenfél Eredmény                               | Ellenfél Eredmény                        | Ellenfél Eredmény                           | Ellenfél Eredmény                     | Ellenfél Eredmény                  | Ellenfél Eredmény                  | Helyezés |
| ---------------------------- | ------------ | ----------------- | -------------------------------------- | ----------------------------------------------- | ---------------------------------------- | ------------------------------------------- | ------------------------------------- | ---------------------------------- | ---------------------------------- | -------- |
| Kim Vondzsin (Kim Won-Jin)   | Légsúly      | erőnyerő          | Elios Manzi (ITA) · 001(3)-000(1)      | Tsend-Ochiryn Tsogtbaatar (MGL) · 010(2)-001(2) | Beszlan Mudranov (RUS) · 000(2)–100(1)   |                                             | Takató Naohisza (JPN) · 000(1)–001(2) | kiesett                            |                                    | 7.       |
| An Baul                      | Harmatsúly   | erőnyerő          | Zhansay Smagulov (KAZ) · 110(0)-000(2) | Kilian Le Blouch (FRA) · 110(1)-000(2)          | Rishod Sobirov (UZB) · 010(1)-000(2)     | Ebinuma Maszasi (JPN) · 001(1)-000(1)       |                                       |                                    | Fabio Basile (ITA) · 001(1)–100(1) |          |
| An Cshangnim (An Changrim)   | Könnyűsúly   | erőnyerő          | Mohamad Kasem (SYR) · 110(0)-000(0)    | Dirk Van Tichelt (BEL) · 000(2)–010(3)          | kiesett                                  | kiesett                                     |                                       |                                    |                                    | 9.       |
| I Szungszu (Lee Seung-su)    | Váltósúly    | erőnyerő          | Eoin Coughlan (AUS) · 100(0)-000(1)    | Ivaylo Ivanov (BUL) · 001(0)–010(2)             | kiesett                                  | kiesett                                     |                                       |                                    |                                    | 9.       |
| Kvak Tonghan (Gwak Dong-han) | Középsúly    | erőnyerő          | Thomas Briceño (CHI) · 100(0)-000(2)   | Popole Misenga (ROT) · 100(2)-000(2)            | Mammadali Mehdiyev (AZE) · 100(2)-000(4) | Varlam Lip'art'eliani (GEO) · 000(0)–100(0) |                                       | Marcus Nyman (SWE) · 100(1)-000(1) |                                    |          |
| Cso Guham (Cho Gu-ham)       | Félnehézsúly | erőnyerő          | Martin Pacek (SWE) · 000(1)-000(2)     | Artem Blosenko (UKR) · 000(0)–100(0)            | kiesett                                  | kiesett                                     |                                       |                                    |                                    | 9.       |
| Kim Szongmin (Kim Seong-min) | Nehézsúly    |                   | Freddy Figueroa (ECU) · 102(0)-000(0)  | Roy Meyer (NED) · 000(0)–101(2)                 | kiesett                                  | kiesett                                     |                                       |                                    |                                    | 9.       |

Női
| Versenyző                       | Versenyszám | Selejtező                               | Nyolcaddöntő                         | Negyeddöntő                               | Elődöntő                             | Vigaszág elődöntő                       | Bronz- mérkőzés                          | Döntő                              | Helyezés |
| Versenyző                       | Versenyszám | Ellenfél Eredmény                       | Ellenfél Eredmény                    | Ellenfél Eredmény                         | Ellenfél Eredmény                    | Ellenfél Eredmény                       | Ellenfél Eredmény                        | Ellenfél Eredmény                  | Helyezés |
| ------------------------------- | ----------- | --------------------------------------- | ------------------------------------ | ----------------------------------------- | ------------------------------------ | --------------------------------------- | ---------------------------------------- | ---------------------------------- | -------- |
| Csong Bogjong (Jeong Bo-gyeong) | Légsúly     | erőnyerő                                | Văn Ngọc Tú (VIE) · 102(0)-000(1)    | Mönhbatin Uranceceg (MGL) · 101(1)-000(0) | Dayaris Mestre (CUB) · 100(0)-000(0) |                                         |                                          | Paula Pareto (ARG) · 000(0)–010(2) |          |
| Kim Dzsandi (Kim Jan-di)        | Könnyűsúly  | erőnyerő                                | Rafaela Silva (BRA) · 000(2)–010(3)  | kiesett                                   | kiesett                              |                                         |                                          |                                    | 9.       |
| Pak Csijun (Bak Ji-yun)         | Váltósúly   | Alice Schlesinger (GBR) · 000(0)–100(0) | kiesett                              | kiesett                                   | kiesett                              |                                         |                                          |                                    | 17.      |
| Kim Szongjon (Kim Seong-yeon)   | Középsúly   | erőnyerő                                | Linda Bolder (ISR) · 000(1)–010(1)   | kiesett                                   | kiesett                              |                                         |                                          |                                    | 9.       |
| Kim Mindzsong (Kim Min-jeong)   | Nehézsúly   | erőnyerő                                | Maria Altheman (BRA) · 001(0)-000(0) | Idalys Ortíz (CUB) · 000(0)–101(0)        |                                      | Tessie Savelkouls (NED) · 102(2)-000(1) | Jü Szung (Yu Song) (CHN) · 000(0)–100(1) |                                    | 5.       |

## Evezés
Férfi
| Versenyző    | Versenyszám  | Előfutam | Előfutam | Vigaszág | Vigaszág | Negyeddöntő | Negyeddöntő | Elődöntő | Elődöntő | Elődöntő | Döntő | Döntő   | Döntő | Helyezés |
| Versenyző    | Versenyszám  | Idő      | Hely.    | Idő      | Hely.    | Idő         | Hely.       | Típus    | Idő      | Hely.    | Típus | Idő     | Hely. | Helyezés |
| ------------ | ------------ | -------- | -------- | -------- | -------- | ----------- | ----------- | -------- | -------- | -------- | ----- | ------- | ----- | -------- |
| Kim Dongjong | Egypárevezős | 7:20,85  | 4.       | 7:12,96  | 1.       | 7:05,69     | 5.          | C/D      | 7:20,10  | 3.       | C     | 6:59,72 | 5.    | 17.      |

Női
| Versenyző  | Versenyszám  | Előfutam | Előfutam | Vigaszág | Vigaszág | Negyeddöntő | Negyeddöntő | Elődöntő | Elődöntő | Elődöntő | Döntő | Döntő   | Döntő | Helyezés |
| Versenyző  | Versenyszám  | Idő      | Hely.    | Idő      | Hely.    | Idő         | Hely.       | Típus    | Idő      | Hely.    | Típus | Idő     | Hely. | Helyezés |
| ---------- | ------------ | -------- | -------- | -------- | -------- | ----------- | ----------- | -------- | -------- | -------- | ----- | ------- | ----- | -------- |
| Kim Jedzsi | Egypárevezős | 8:24,79  | 4.       | 7:59,59  | 1.       | 7:51,80     | 4.          | C/D      | 8:12,58  | 3.       | C     | 7:52,68 | 6.    | 18.      |

## Golf
| Versenyző                       | Versenyszám  | 1. forduló | 1. forduló | 2. forduló | 2. forduló | 3. forduló | 3. forduló | 4. forduló | 4. forduló | Összesen | Összesen | Összesen |
| Versenyző                       | Versenyszám  | Pont       | Par        | Pont       | Par        | Pont       | Par        | Pont       | Par        | Pontszám | Par      | Helyezés |
| ------------------------------- | ------------ | ---------- | ---------- | ---------- | ---------- | ---------- | ---------- | ---------- | ---------- | -------- | -------- | -------- |
| An Bjonghun (An Byeong-hun)     | Férfi egyéni | 68         | −3         | 72         | +1         | 70         | −1         | 68         | −3         | 278      | −6       | 11.      |
| Vang Dzsonghun (Wang Jeung-Hun) | Férfi egyéni | 70         | −1         | 72         | +1         | 77         | +6         | 67         | −4         | 286      | +2       | 43.      |
| Amy Yang                        | Női egyéni   | 73         | +2         | 65         | −6         | 70         | −1         | 67         | −4         | 275      | −9       | 4.       |
| Cson Indzsi (Jeon Inji)         | Női egyéni   | 70         | −1         | 66         | −5         | 72         | +1         | 71         | 0          | 279      | −5       | 13.      |
| Kim Szejong (Kim Seyeong)       | Női egyéni   | 66         | −5         | 73         | +2         | 73         | +2         | 71         | 0          | 283      | −1       | 25.      |
| Pak Inbi (Park In-bi)           | Női egyéni   | 66         | −5         | 66         | −5         | 70         | −1         | 66         | −5         | 268      | −16      |          |

## Gyeplabda

### Női
| Dél-koreai női gyeplabdacsapat-játékoskeret | Dél-koreai női gyeplabdacsapat-játékoskeret |
| --- | --- |
| - An Hjodzsu (An Hyo-ju) - Pek Iszul (Baek I-Seul) - Cso Hjedzsin (Jo Hye-Jin) - Csang Szudzsi (Jang Su-ji) - Cshon Unbi (Cheon Eun-bi) - Han Hjerjong (Han Hye-ryeong) (C) - Hong Judzsin (Hong Yu-jin) - Csang Hiszon (Jang Hui-seon) | - Kim Bomi - Kim Hjondzsi (Kim Hyeon-ji) - Kim Dzsongun (Kim Jong-eun) - I Jongsil (Lee Yeung-sil) - Pak Kidzsu (Park Gi-ju) - Pak Mihjon (Park Mi-hyeon) - Pak Szunga (Park Seung-a) - Szo Dzsongun (Seo Jeong-eun) |

#### Eredmények
Csoportkör
A csoport
| Csapat              | M | Gy | D | V | G+ | G– | Gk  | P  |
| ------------------- | - | -- | - | - | -- | -- | --- | -- |
| Hollandia (NED)     | 5 | 4  | 1 | 0 | 13 | 1  | +12 | 13 |
| Új-Zéland (NZL)     | 5 | 3  | 1 | 1 | 11 | 5  | +6  | 10 |
| Németország (GER)   | 5 | 2  | 1 | 2 | 6  | 6  | 0   | 7  |
| Spanyolország (ESP) | 5 | 2  | 0 | 3 | 6  | 12 | –6  | 6  |
| Kína (CHN)          | 5 | 1  | 2 | 2 | 3  | 5  | –2  | 5  |
| Dél-Korea (KOR)     | 5 | 0  | 1 | 4 | 3  | 13 | –10 | 1  |

| 2016. augusztus 7. 10:00 (15:00) | Új-Zéland (NZL)                                     | 4–1         | Dél-Korea (KOR) | Játékvezetők: Fanneke Alkemade (NED) Szoma Csieko (JPN) |
| 2016. augusztus 7. 10:00 (15:00) | Pearce 10' · Harrison 19' · Flynn 21' · Webster 34' | Jegyzőkönyv | Kim H. 55'      | Játékvezetők: Fanneke Alkemade (NED) Szoma Csieko (JPN) |

| 2016. augusztus 8. 17:00 (22:00) | Hollandia (NED)                                 | 4–0         | Dél-Korea (KOR) | Játékvezetők: Kelly Hudson (NZL) Sarah Wilson (GBR) |
| 2016. augusztus 8. 17:00 (22:00) | Jonker 9', 30', 42' · Dirkse van den Heuvel 46' | Jegyzőkönyv |                 | Játékvezetők: Kelly Hudson (NZL) Sarah Wilson (GBR) |

| 2016. augusztus 10. 12:30 (17:30) | Németország (GER)          | 2–0         | Dél-Korea (KOR) | Játékvezetők: Michelle Joubert (RSA) Kylie Seymour (AUS) |
| 2016. augusztus 10. 12:30 (17:30) | Krüger 55' · Altenburg 59' | Jegyzőkönyv |                 | Játékvezetők: Michelle Joubert (RSA) Kylie Seymour (AUS) |

| 2016. augusztus 12. 10:00 (15:00) | Dél-Korea (KOR) | 0–0 | Kína (CHN) | Játékvezetők: Irene Presenqui (ARG) Soledad Iparraguirre (ARG) |
| 2016. augusztus 12. 10:00 (15:00) | Jegyzőkönyv     |     |            | Játékvezetők: Irene Presenqui (ARG) Soledad Iparraguirre (ARG) |

| 2016. augusztus 13. 17:00 (22:00) | Dél-Korea (KOR)            | 2–3         | Spanyolország (ESP)                       | Játékvezetők: Michelle Meister (GER) Fanneke Alkemade (NED) |
| 2016. augusztus 13. 17:00 (22:00) | Cshon 18' · Kim Bomi 55' · | Jegyzőkönyv | García Grau 39' · Riera 41' · Comerma 48' | Játékvezetők: Michelle Meister (GER) Fanneke Alkemade (NED) |

| Csapat          | Helyezés |
| --------------- | -------- |
| Dél-Korea (KOR) | 11.      |

## Íjászat
Férfi
| Versenyző                                                                     | Versenyszám | Selejtező | Selejtező | 64-es főtábla                     | 32-es főtábla                    | Nyolcaddöntő                   | Negyeddöntő                                                                         | Elődöntő                                                             | Döntő                                                                            | Helyezés |
| Versenyző                                                                     | Versenyszám | Pont      | Kiemelés  | Ellenfél Eredmény                 | Ellenfél Eredmény                | Ellenfél Eredmény              | Ellenfél Eredmény                                                                   | Ellenfél Eredmény                                                    | Ellenfél Eredmény                                                                | Helyezés |
| ----------------------------------------------------------------------------- | ----------- | --------- | --------- | --------------------------------- | -------------------------------- | ------------------------------ | ----------------------------------------------------------------------------------- | -------------------------------------------------------------------- | -------------------------------------------------------------------------------- | -------- |
| Ku Boncshan (Ku Bon-chan)                                                     | Egyéni      | 681       | 6.        | Boris Baláž (SVK)(59.) · 6-0      | Patrick Huston (GBR)(38.) · 6-0  | Florian Floto (GER)(11.) · 6-4 | Taylor Worth (AUS)(14.) · 6-5                                                       | Brady Ellison (USA)(2.) · 6-5                                        | Jean-Charles Valladont (FRA)(8.) · 7-3                                           |          |
| I Szungjun (Lee Seung-yun)                                                    | Egyéni      | 676       | 12.       | Daniel Xavier (BRA)(53.) · 6-2    | Miguel Alvariño (ESP)(44.) · 7-1 | Atanu Das (IND)(5.) · 6-4      | Sjef van den Berg (NED)(4.) · 4-6                                                   | kiesett                                                              | kiesett                                                                          | 7.       |
| Kim Udzsin (Kim Woo-jin)                                                      | Egyéni      | 700       | 1.        | Gavin Sutherland (ZIM)(64.) · 6-0 | Riau Ega Agatha (INA)(33.) · 2-6 | kiesett                        | kiesett                                                                             | kiesett                                                              | kiesett                                                                          | 17.      |
| Ku Boncshan (Ku Bon-chan) I Szungjun (Lee Seung-yun) Kim Udzsin (Kim Woo-jin) | Csapat      | 2057      | 1.        |                                   |                                  | erőnyerő                       | Hollandia (NED) · Mitch Dielemans · Sjef van den Berg · Rick van der Ven (9.) · 6–0 | Ausztrália (AUS) · Alec Potts · Ryan Tyack · Taylor Worth (4.) · 6–0 | Egyesült Államok (USA) · Brady Ellison · Zach Garrett · Jake Kaminski (2.) · 6–0 |          |

Női
| Versenyző                                                                     | Versenyszám | Selejtező | Selejtező | 64-es főtábla                     | 32-es főtábla                                   | Nyolcaddöntő                              | Negyeddöntő                                                             | Elődöntő | Döntő                                                                                     | Helyezés |
| Versenyző                                                                     | Versenyszám | Pont      | Kiemelés  | Ellenfél Eredmény                 | Ellenfél Eredmény                               | Ellenfél Eredmény                         | Ellenfél Eredmény                                                       | Ellenfél Eredmény                                                                                                  | Ellenfél Eredmény                                                                         | Helyezés |
| ----------------------------------------------------------------------------- | ----------- | --------- | --------- | --------------------------------- | ----------------------------------------------- | ----------------------------------------- | ----------------------------------------------------------------------- | --- | ----------------------------------------------------------------------------------------- | -------- |
| Ki Bobe (Gi Bo-bae)                                                           | Egyéni      | 663       | 3.        | Shehzana Anwar (KEN)(62.) · 7-1   | Veronika Marcsenko (UKR)(30.) · 6-2             | San Yu Htwe (MYA)(51.) · 6-0              | Vu Csia-hszin (Wu Jiaxin) (CHN)(6.) · 6-2                               | Csang Hjedzsin (Chang Hye-jin) (KOR)(2.) · 3-7                                                                     | Bronzmérkőzés · Alejandra Valencia (MEX)(8.) · 6-4                                        |          |
| Csang Hjedzsin (Chang Hye-jin)                                                | Egyéni      | 666       | 2.        | Lusitania Tatafu (TGA)(63.) · 6-0 | Ligyija Szicsenyikova (UKR)(31.) · 6-2          | Kang Undzsu (Kang Un-ju) (PRK)(15.) · 6-2 | Naomi Folkard (GBR)(23.) · 7-1                                          | Ki Bobe (Gi Bo-bae) (KOR)(3.) · 7-3                                                                                | Lisa Unruh (GER)(21.) · 6-2                                                               |          |
| Cshö Miszon (Choi Mi-seon)                                                    | Egyéni      | 669       | 1.        | Yessica Camilo (DOM)(64.) · 6-2   | Lej Csien-jing (Le Chien-Ying) (TPE)(33.) · 6-2 | Inna Sztyepanova (RUS)(16.) · 7-3         | Alejandra Valencia (MEX)(8.) · 0-6                                      | kiesett | kiesett                                                                                   | 8.       |
| Ki Bobe (Gi Bo-bae) Csang Hjedzsin (Chang Hye-jin) Cshö Miszon (Choi Mi-seon) | Csapat      | 1998      | 1.        |                                   |                                                 | erőnyerő                                  | Japán (JPN) · Hajasi Júki · Kavanaka Kaori · Nagamine Szaori (9.) · 5–1 | Tajvan (TPE) · Lej Csien-jing (Le Chien-Ying) · Lin Si-csia (Lin Shih-chia) · Tan Ja-ting (Tan Ya-Ting) (4.) · 5–1 | Oroszország (RUS) · Tujana Dasidorzsieva · Kszenyija Perova · Inna Sztyepanova (2.) · 5–1 |          |

## Kajak-kenu

### Gyorsasági
Férfi
| Versenyző                                             | Versenyszám        | Előfutam | Előfutam | Előfutam | Elődöntő | Elődöntő | Elődöntő | Döntő | Döntő  | Döntő    | Helyezés |
| Versenyző                                             | Versenyszám        | Idő      | Hely.    | Össz.    | Idő      | Hely.    | Össz.    | Típus | Idő    | Helyezés | Helyezés |
| ----------------------------------------------------- | ------------------ | -------- | -------- | -------- | -------- | -------- | -------- | ----- | ------ | -------- | -------- |
| Cso Gvanghi (Jo Gwang-hui)                            | Kajak egyes 200 m  | 35,402   | 5.       | 15.      | 35,869   | 8.       | 15.      | B     | 37,265 | 4.       | 12.      |
| Cshö Mingju (Choi Min-gyu) Cso Gvanghi (Jo Gwang-hui) | Kajak kettes 200 m | 33,825   | 6.       | 11.      | 33,767   | 4.       | 8.       | B     | 33,812 | 1.       | 9.       |

## Kerékpározás

### Országúti kerékpározás
Férfi
| Versenyző                    | Versenyszám   | Idő           | Helyezés      |
| ---------------------------- | ------------- | ------------- | ------------- |
| Kim Okcshol (Kim Ok-cheol)   | Mezőnyverseny | nem ért célba | nem ért célba |
| Szo Dzsunjong (Seo Jun-yong) | Mezőnyverseny | nem ért célba | nem ért célba |

Női
| Versenyző           | Versenyszám   | Idő             | Helyezés |
| ------------------- | ------------- | --------------- | -------- |
| Na Arum (Na A-reum) | Mezőnyverseny | 3:58:03 (+6:36) | 30.      |

### Pálya-kerékpározás
Sprintversenyek
| Versenyző                                                                           | Versenyszám  | Selejtező | Selejtező | 1. forduló           | Vigaszág               | Vigaszág | 2. forduló           | Vigaszág               | Vigaszág | 9–12. helyért          | 9–12. helyért | Negyeddöntő          | 5–8. helyért           | 5–8. helyért | Elődöntő             | Döntő                | Helyezés    |
| Versenyző                                                                           | Versenyszám  | Idő       | Hely.     | Ellenfél Győztes idő | Ellenfelek Győztes idő | Hely.    | Ellenfél Győztes idő | Ellenfelek Győztes idő | Hely.    | Ellenfelek Győztes idő | Hely.         | Ellenfél Győztes idő | Ellenfelek Győztes idő | Hely.        | Ellenfél Győztes idő | Ellenfél Győztes idő | Helyezés    |
| ----------------------------------------------------------------------------------- | ------------ | --------- | --------- | -------------------- | ---------------------- | -------- | -------------------- | ---------------------- | -------- | ---------------------- | ------------- | -------------------- | ---------------------- | ------------ | -------------------- | -------------------- | ----------- |
| Im Cshebin (Im Chae-Bin)                                                            | Férfi egyéni | 10,147    | 22.       | kiesett              | kiesett                | kiesett  | kiesett              | kiesett                | kiesett  | kiesett                | kiesett       | kiesett              | kiesett                | kiesett      | kiesett              | kiesett              | 22.         |
| Kang Dongdzsin (Kang Dong-jin)                                                      | Férfi egyéni | 10,092    | 20.       | kiesett              | kiesett                | kiesett  | kiesett              | kiesett                | kiesett  | kiesett                | kiesett       | kiesett              | kiesett                | kiesett      | kiesett              | kiesett              | 20.         |
| Im Cshebin (Im Chae-Bin) Kang Dongdzsin (Kang Dong-jin) Szon Dzsejong (Son Je-yong) | Férfi csapat | kizárták  | kizárták  |                      |                        |          |                      |                        |          |                        |               | kiesett              |                        |              |                      | kiesett              | helyezetlen |

Keirin
| Versenyző                      | Versenyszám | 1. forduló | Vigaszág | 2. forduló | 7–12. helyért | Döntő    | Helyezés |
| Versenyző                      | Versenyszám | Helyezés   | Helyezés | Helyezés   | Helyezés      | Helyezés | Helyezés |
| ------------------------------ | ----------- | ---------- | -------- | ---------- | ------------- | -------- | -------- |
| Im Cshebin (Im Chae-Bin)       | Férfi       | 6.         | 2.       | kiesett    | kiesett       | kiesett  | 13.      |
| Kang Dongdzsin (Kang Dong-jin) | Férfi       | 3.         | 3.       | kiesett    | kiesett       | kiesett  | 17.      |
| I Hjedzsin (Lee Hye-jin)       | Női         | 2.         | erőnyerő | 4.         | 2.            |          | 8.       |

Omnium
| Versenyző                    | Versenyszám | 15 km-es scratch | 15 km-es scratch | 4 km-es egyéni üldözőverseny | 4 km-es egyéni üldözőverseny | 4 km-es egyéni üldözőverseny | Kieséses verseny | Kieséses verseny | 1000 m-es időfutam | 1000 m-es időfutam | 1000 m-es időfutam | 250 méter repülő rajt | 250 méter repülő rajt | 250 méter repülő rajt | 30 km-es pontverseny | 30 km-es pontverseny | Összesítés  | Összesítés  |
| Versenyző                    | Versenyszám | Pont             | Hely.            | Idő                          | Pont                         | Hely.                        | Pont             | Hely.            | Idő                | Pont               | Hely.              | Idő                   | Pont                  | Hely.                 | Pont                 | Hely.                | Pont        | Helyezés    |
| ---------------------------- | ----------- | ---------------- | ---------------- | ---------------------------- | ---------------------------- | ---------------------------- | ---------------- | ---------------- | ------------------ | ------------------ | ------------------ | --------------------- | --------------------- | --------------------- | -------------------- | -------------------- | ----------- | ----------- |
| Pak Szanghun (Park Sang-hun) | Férfi       | 24               | 9.               | 4:29,079                     | 18                           | 12.                          | 14               | 14.              | 1:04,231           | 18                 | 12.                | 13,489                | 14                    | 14.                   | nem ért célba        | nem ért célba        | helyezetlen | helyezetlen |

## Kézilabda

### Női
| Dél-koreai női kézilabdacsapat-játékoskeret | Dél-koreai női kézilabdacsapat-játékoskeret |
| --- | --- |
| - Cshö Szumin (Choi Su-min) - Csong Jura (Jung Yu-ra) - I Unbi (Lee Eun-bi) - Ju Hjondzsi (Yoo Hyun-ji) - Ju Szodzsong (Yu So-jeong) - Ju Unhi (Ryu Eun-hee) - Kim Dzsini (Kim Jin-yi) | - Kim Ona (Kim On-a) - Kvon Hanna (Gwon Han-na) - Nam Jongsin (Nam Yeong-sin) - O Jongnan (Oh Yong-ran) - Pak Mira (Park Mi-ra) - Sim Hein (Sim Hae-in) - U Szonhi (Woo Sun-hee) |

#### Eredmények
Csoportkör
B csoport
| Hely. | Csapat              | M | Gy | D | V | G+  | G–  | Gk  | P  | Továbbjutás |
| ----- | ------------------- | - | -- | - | - | --- | --- | --- | -- | ----------- |
| 1.    | Oroszország (RUS)   | 5 | 5  | 0 | 0 | 165 | 147 | +18 | 10 | Negyeddöntő |
| 2.    | Franciaország (FRA) | 5 | 4  | 0 | 1 | 118 | 93  | +25 | 8  | Negyeddöntő |
| 3.    | Svédország (SWE)    | 5 | 2  | 1 | 2 | 150 | 141 | +9  | 5  | Negyeddöntő |
| 4.    | Hollandia (NED)     | 5 | 1  | 2 | 2 | 135 | 135 | 0   | 4  | Negyeddöntő |
| 5.    | Dél-Korea (KOR)     | 5 | 1  | 1 | 3 | 130 | 136 | −6  | 3  |             |
| 6.    | Argentína (ARG)     | 5 | 0  | 0 | 5 | 101 | 147 | −46 | 0  |             |

| 2016. augusztus 6. 14:40 (19:40) | Oroszország (RUS) | 30–25       | Dél-Korea (KOR) | Future Arena, Rio de Janeiro Játékvezetők: Santos, Fonseca (POR) |
| 2016. augusztus 6. 14:40 (19:40) | Szudakova 6       | (12–13)     | Csong, Kim 6    | Future Arena, Rio de Janeiro Játékvezetők: Santos, Fonseca (POR) |
| 2016. augusztus 6. 14:40 (19:40) | 3× 3×             | Jegyzőkönyv | 7× 4× 1×        | Future Arena, Rio de Janeiro Játékvezetők: Santos, Fonseca (POR) |

| 2016. augusztus 8. 09:30 (14:30) | Dél-Korea (KOR) | 28–31       | Svédország (SWE) | Future Arena, Rio de Janeiro Játékvezetők: Røen, Arntsen (NOR) |
| 2016. augusztus 8. 09:30 (14:30) | U Szonhi 7      | (15–16)     | Hagman 7         | Future Arena, Rio de Janeiro Játékvezetők: Røen, Arntsen (NOR) |
| 2016. augusztus 8. 09:30 (14:30) | 3× 4×           | Jegyzőkönyv | 5× 4×            | Future Arena, Rio de Janeiro Játékvezetők: Røen, Arntsen (NOR) |

| 2016. augusztus 10. 19:50 (00:50) | Hollandia (NED) | 32–32       | Dél-Korea (KOR) | Future Arena, Rio de Janeiro Játékvezetők: Lopéz, Ramírez (ESP) |
| 2016. augusztus 10. 19:50 (00:50) | Broch, Groot 7  | (18–17)     | Kvon (Gwon) 11  | Future Arena, Rio de Janeiro Játékvezetők: Lopéz, Ramírez (ESP) |
| 2016. augusztus 10. 19:50 (00:50) | 5× 3×           | Jegyzőkönyv | 3× 4×           | Future Arena, Rio de Janeiro Játékvezetők: Lopéz, Ramírez (ESP) |

| 2016. augusztus 12. 21:50 (02:50) | Dél-Korea (KOR) | 17–21       | Franciaország (FRA) | Future Arena, Rio de Janeiro Játékvezetők: Hansen, Gjeding (DEN) |
| 2016. augusztus 12. 21:50 (02:50) | Szong 5         | (11–11)     | Lacrabère 7         | Future Arena, Rio de Janeiro Játékvezetők: Hansen, Gjeding (DEN) |
| 2016. augusztus 12. 21:50 (02:50) | 3× 1×           | Jegyzőkönyv | 6× 4×               | Future Arena, Rio de Janeiro Játékvezetők: Hansen, Gjeding (DEN) |

| 2016. augusztus 14. 21:50 (02:50) | Argentína (ARG) | 22–28       | Dél-Korea (KOR) | Future Arena, Rio de Janeiro Játékvezetők: Bonaventura, Bonaventura (FRA) |
| 2016. augusztus 14. 21:50 (02:50) | Mendoza 6       | (10–12)     | Kvon 11         | Future Arena, Rio de Janeiro Játékvezetők: Bonaventura, Bonaventura (FRA) |
| 2016. augusztus 14. 21:50 (02:50) | 5× 3×           | Jegyzőkönyv | 2× 3×           | Future Arena, Rio de Janeiro Játékvezetők: Bonaventura, Bonaventura (FRA) |

| Csapat          | Helyezés |
| --------------- | -------- |
| Dél-Korea (KOR) | 10.      |

## Labdarúgás

### Férfi
| Dél-koreai férfi labdarúgócsapat-játékoskeret | Dél-koreai férfi labdarúgócsapat-játékoskeret |
| --- | --- |
| - Kim Dongdzsun (Kim Dong-jun) - Sim Szangmin (Sim Sang-min) - I Szulcshan (Lee Seul-chan) - Kim Minthe (Kim Min-tae) - Cshö Gjubek (Choi Gyu-baek) - Csang Hjonszu (Jang Hyeonsu)* (c) - Szong Hungmin (Son Heung-min)* - Mun Cshangdzsin (Mun Chang-jin) - Szok Hjondzsun (Seok Hyeon-jun)* | - Rju Szungu (Ryu Seung-woo) - Hvang Hicshan (Hwang Hui-chan) - I Cshandong (Lee Chan-dong) - Pak Jongu (Park Yong-u) - Csong Szunghjon (Jeong Seung-hyeon) - Kvon Cshanghun (Kwon Chang-hun) - I Cshangmin (Lee Chang-min) - Ku Szongjun (Gu Seong-yun) |

* - túlkoros játékos

#### Eredmények
Csoportkör
C csoport
| Hely. | Csapat                | M | Gy | D | V | G+ | G– | Gk  | P | Továbbjutás |
| ----- | --------------------- | - | -- | - | - | -- | -- | --- | - | ----------- |
| 1.    | Dél-Korea (KOR)       | 3 | 2  | 1 | 0 | 12 | 3  | +9  | 7 | Negyeddöntő |
| 2.    | Németország (GER)     | 3 | 1  | 2 | 0 | 15 | 5  | +10 | 5 | Negyeddöntő |
| 3.    | Mexikó (MEX)          | 3 | 1  | 1 | 1 | 7  | 4  | +3  | 4 |             |
| 4.    | Fidzsi-szigetek (FIJ) | 3 | 0  | 0 | 3 | 1  | 23 | −22 | 0 |             |

| 2016. augusztus 4. 20:00 (1:00) |

| Fidzsi-szigetek (FIJ) | 0–8               | Dél-Korea (KOR)                                                 |
| --------------------- | ----------------- | --------------------------------------------------------------- |
|                       | (0–1) Jegyzőkönyv | Rju 32' 63' 90+3' Kvon 62' 63' Szon 72' (11-esből) Szok 77' 90' |

| Arena Fonte Nova, Salvador da Bahia Nézőszám: 16 000 Játékvezető: Malang Diedhiou (szenegáli) |

| 2016. augusztus 7. 16:00 (21:00) |

| Németország (GER)          | 3–3               | Dél-Korea (KOR)             |
| -------------------------- | ----------------- | --------------------------- |
| Gnabry 33' 90+2' Selke 55' | (1–1) Jegyzőkönyv | Hvang 25' Szon 57' Szok 87' |

| Arena Fonte Nova, Salvador da Bahia Nézőszám: 17 121 Játékvezető: Néstor Pitana (argentin) |

| 2016. augusztus 10. 16:00 (21:00) |

| Dél-Korea (KOR) | 1–0               | Mexikó (MEX) |
| --------------- | ----------------- | ------------ |
| Kvon 73'        | (0–0) Jegyzőkönyv |              |

| Estádio Nacional de Brasília, Brazíliaváros Nézőszám: 19 332 Játékvezető: Clément Turpin (francia) |

Negyeddöntő
| 2016. augusztus 13. 19:00 (0:00) |

| Dél-Korea (KOR) | 0–1               | Honduras (HON) |
| --------------- | ----------------- | -------------- |
|                 | (0–0) Jegyzőkönyv | Elis 59'       |

| Estádio Mineirão, Belo Horizonte Nézőszám: 36 704 Játékvezető: Gihád Grísa (egyiptomi) |

| Csapat          | Helyezés |
| --------------- | -------- |
| Dél-Korea (KOR) | 5.       |

## Lovaglás
Díjlovaglás
| Versenyző                    | Ló       | Versenyszám | 1. kör | 1. kör | 2. kör  | 2. kör  | Döntő   | Döntő   | Végeredmény | Végeredmény |
| Versenyző                    | Ló       | Versenyszám | Pont   | Hely.  | Pont    | Hely.   | Pont    | Hely.   | Pont        | Helyezés    |
| ---------------------------- | -------- | ----------- | ------ | ------ | ------- | ------- | ------- | ------- | ----------- | ----------- |
| Kim Dongszon (Kim Dong-seon) | Bukowski | Egyéni      | 68,657 | 43.    | kiesett | kiesett | kiesett | kiesett | kiesett     | kiesett     |

## Műugrás
Férfi
| Versenyző            | Versenyszám        | Selejtező | Selejtező | Elődöntő | Elődöntő | Döntő   | Döntő    |
| Versenyző            | Versenyszám        | Pont      | Helyezés  | Pont     | Helyezés | Pont    | Helyezés |
| -------------------- | ------------------ | --------- | --------- | -------- | -------- | ------- | -------- |
| U Haram (Woo Ha-ram) | Egyéni műugrás     | 364,10    | 24.       | kiesett  | kiesett  | kiesett | kiesett  |
| U Haram (Woo Ha-ram) | Egyéni toronyugrás | 438,45    | 11.       | 453,85   | 12.      | 414,55  | 11.      |

## Ökölvívás
Férfi
| Versenyző                        | Versenyszám | Selejtező                    | Nyolcaddöntő                              | Negyeddöntő       | Elődöntő          | Döntő             | Helyezés |
| Versenyző                        | Versenyszám | Ellenfél Eredmény            | Ellenfél Eredmény                         | Ellenfél Eredmény | Ellenfél Eredmény | Ellenfél Eredmény | Helyezés |
| -------------------------------- | ----------- | ---------------------------- | ----------------------------------------- | ----------------- | ----------------- | ----------------- | -------- |
| Ham Szangmjong (Ham Sang-myeong) | Harmatsúly  | Victor Rodríguez (VEN) · 2-1 | Csang Csia-vej (Zhang Jiawei) (CHN) · 0-3 | kiesett           | kiesett           | kiesett           | 9.       |

## Öttusa
| Versenyző                      | Versenyszám | Vívás (V) | Vívás (V) | Úszás   | Úszás | Úszás | Bónusz vívás (B) | Bónusz vívás (B) | Bónusz vívás (B) | Lovaglás | Lovaglás | Lovaglás | Lovaglás | Futás/Lövészet | Futás/Lövészet | Futás/Lövészet | Futás/Lövészet | Összesen    | Összesen |
| Versenyző                      | Versenyszám | Eredmény  | Pont      | Idő     | Pont  | Hely. | Eredmény         | Pont             | V+B Hely.        | Idő      | Hibapont | Pont     | Hely.    | Lövőhiba       | Idő            | Pont           | Hely.          | Összes pont | Helyezés |
| ------------------------------ | ----------- | --------- | --------- | ------- | ----- | ----- | ---------------- | ---------------- | ---------------- | -------- | -------- | -------- | -------- | -------------- | -------------- | -------------- | -------------- | ----------- | -------- |
| Csong Dzsinhva (Jeong Jin-hwa) | Férfi       | 17–18     | 202       | 2:00,82 | 338   | 6.    | 1–1              | 1                | 23.              | 78,75    | 17       | 283      | 17.      | 6              | 11:21,80       | 619            | 12.            | 1443        | 13.      |
| Cson Ungthe (Jeon Ung-tae)     | Férfi       | 13–22     | 178       | 2:00,88 | 338   | 8.    | 0–1              | 0                | 32.              | 73,91    | 28       | 272      | 25.      | 6              | 11:02,50       | 638            | 1.             | 1426        | 19.      |
| Kim Szonu (Kim Sun-woo)        | Női         | 16–19     | 196       | 2:16,06 | 292   | 14.   | 1–1              | 1                | 21.              | 75,52    | 0        | 300      | 2.       | 8              | 13:04,28       | 516            | 19.            | 1305        | 13.      |

## Röplabda

### Női
| Dél-koreai női röplabdacsapat-játékoskeret | Dél-koreai női röplabdacsapat-játékoskeret |
| --- | --- |
| - Pe Juna (Bae Yu-na) - Hvang Jondzsu (Hwang Yeon-ju) - Jang Hjodzsin (Yang Hyo-jin) - Jom Hjeszon (Yeom Hye-seon) - Kim Heran (Kim Hae-ran) - Kim Hidzsin (Kim Hui-jin) | - Kim Jongjong (Kim Yeon-gyeong) - Kim Szudzsi (Kim Su-ji) - I Hjohi (Lee Hyo-hui) - I Dzsejong (Lee Jae-yeong) - Nam Dzsijon (Nam Ji-yeon) - Pak Csonga (Park Jeong-ah) |

#### Eredmények
Csoportkör
A csoport
|       |                   | Mérkőzések | Mérkőzések | Mérkőzések | Mérkőzések | Szettek | Szettek | Szettek | Pontok | Pontok | Pontok |
| Hely. | Csapat            | M          | Gy         | V          | Pont       | Sz+     | Sz–     | SzA     | P+     | P–     | PA     |
| ----- | ----------------- | ---------- | ---------- | ---------- | ---------- | ------- | ------- | ------- | ------ | ------ | ------ |
| 1.    | Brazília (BRA)    | 5          | 5          | 0          | 15         | 15      | 0       | —       | 377    | 272    | 1,386  |
| 2.    | Oroszország (RUS) | 5          | 4          | 1          | 12         | 12      | 4       | 3,000   | 393    | 323    | 1,217  |
| 3.    | Dél-Korea (KOR)   | 5          | 3          | 2          | 9          | 10      | 7       | 1,429   | 384    | 372    | 1,032  |
| 4.    | Japán (JPN)       | 5          | 2          | 3          | 6          | 7       | 9       | 0,778   | 347    | 364    | 0,953  |
| 5.    | Argentína (ARG)   | 5          | 1          | 4          | 2          | 3       | 14      | 0,214   | 319    | 407    | 0,784  |
| 6.    | Kamerun (CMR)     | 5          | 0          | 5          | 1          | 2       | 15      | 0,133   | 328    | 410    | 0,800  |

| 2016. augusztus 6. 9:30 (14:30) | Japán (JPN)                              | 1–3 | Dél-Korea (KOR) | Ginásio do Maracanãzinho, Rio de Janeiro Nézőszám: 5760 Játékvezető: Denny Cespedes (DOM), Patricia Rolf (USA) |
| 2016. augusztus 6. 9:30 (14:30) | (25–19, 15–25, 17–25, 21–25) Jegyzőkönyv |     |                 | Ginásio do Maracanãzinho, Rio de Janeiro Nézőszám: 5760 Játékvezető: Denny Cespedes (DOM), Patricia Rolf (USA) |

| 2016. augusztus 8. 20:30 (1:30) | Oroszország (RUS)                        | 3–1 | Dél-Korea (KOR) | Ginásio do Maracanãzinho, Rio de Janeiro Nézőszám: 5398 Játékvezető: Piotr Dudek (POL), Ibrahim Al-Naama (QAT) |
| 2016. augusztus 8. 20:30 (1:30) | (25–23, 23–25, 25–23, 25–14) Jegyzőkönyv |     |                 | Ginásio do Maracanãzinho, Rio de Janeiro Nézőszám: 5398 Játékvezető: Piotr Dudek (POL), Ibrahim Al-Naama (QAT) |

| 2016. augusztus 10. 20:30 (1:30) | Dél-Korea (KOR)                   | 3–0 | Argentína (ARG) | Ginásio do Maracanãzinho, Rio de Janeiro Nézőszám: 7248 Játékvezető: Patricia Rolf (USA), Taoufik Boudaya (TUN) |
| 2016. augusztus 10. 20:30 (1:30) | (25–18, 25–20, 25–23) Jegyzőkönyv |     |                 | Ginásio do Maracanãzinho, Rio de Janeiro Nézőszám: 7248 Játékvezető: Patricia Rolf (USA), Taoufik Boudaya (TUN) |

| 2016. augusztus 12. 22:35 (3:35) | Brazília (BRA)                    | 3–0 | Dél-Korea (KOR) | Ginásio do Maracanãzinho, Rio de Janeiro Nézőszám: 8790 Játékvezető: Patricia Rolf (USA), Liu Csiang (Liu Jiang) (CHN) |
| 2016. augusztus 12. 22:35 (3:35) | (25–17, 25–13, 27–25) Jegyzőkönyv |     |                 | Ginásio do Maracanãzinho, Rio de Janeiro Nézőszám: 8790 Játékvezető: Patricia Rolf (USA), Liu Csiang (Liu Jiang) (CHN) |

| 2016. augusztus 15. 11:35 (16:35) | Dél-Korea (KOR)                   | 3–0 | Kamerun (CMR) | Ginásio do Maracanãzinho, Rio de Janeiro Nézőszám: 6893 Játékvezető: Luis Macias (MEX), Rogerio Espicalsky (BRA) |
| 2016. augusztus 15. 11:35 (16:35) | (25–15, 25–22, 25–20) Jegyzőkönyv |     |               | Ginásio do Maracanãzinho, Rio de Janeiro Nézőszám: 6893 Játékvezető: Luis Macias (MEX), Rogerio Espicalsky (BRA) |

Negyeddöntő
| 2016. augusztus 16. 10:00 (15:00) | Dél-Korea (KOR)                          | 1–3 | Hollandia (NED) | Ginásio do Maracanãzinho, Rio de Janeiro Nézőszám: 6351 Játékvezető: Patricia Rolf (USA), Nasr Shaaban (EGY) |
| 2016. augusztus 16. 10:00 (15:00) | (19–25, 14–25, 25–23, 20–25) Jegyzőkönyv |     |                 | Ginásio do Maracanãzinho, Rio de Janeiro Nézőszám: 6351 Játékvezető: Patricia Rolf (USA), Nasr Shaaban (EGY) |

| Csapat          | Helyezés |
| --------------- | -------- |
| Dél-Korea (KOR) | 5.       |

## Sportlövészet
Férfi
| Versenyző                        | Versenyszám           | Selejtező | Selejtező | Döntő   | Döntő    |
| Versenyző                        | Versenyszám           | Pont      | Helyezés  | Pont    | Helyezés |
| -------------------------------- | --------------------- | --------- | --------- | ------- | -------- |
| Kang Minszu (Kang Min-su)        | Gyorstüzelő pisztoly  | 564       | 21.       | kiesett | kiesett  |
| Kim Dzsunhong (Kim Jun-hong)     | Gyorstüzelő pisztoly  | 581       | 8.        | kiesett | kiesett  |
| I Demjong (Lee Dae-myeong)       | Légpisztoly           | 577       | 19.       | kiesett | kiesett  |
| Csin Dzsongo (Jin Jong-oh)       | Légpisztoly           | 584       | 2.        | 139,8   | 5.       |
| Csin Dzsongo (Jin Jong-oh)       | Szabadpisztoly        | 567       | 1.        | 193,7   |          |
| Han Szungu (Han Seung-woo)       | Szabadpisztoly        | 562       | 3.        | 151,0   | 4.       |
| Kvon Dzsuncshol (Kwon Jun-cheol) | Sportpuska, fekvő     | 623,2     | 11.       | kiesett | kiesett  |
| Kim Dzsonghjon (Kim Jong-hyeon)  | Sportpuska, fekvő     | 628,1     | 3.        | 208,2   |          |
| Kim Dzsonghjon (Kim Jong-hyeon)  | Sportpuska, összetett | 1170      | 16.       | kiesett | kiesett  |
| Kim Hjondzsun (Kim Hyeon-jun)    | Sportpuska, összetett | 1165      | 32.       | kiesett | kiesett  |
| Kim Hjondzsun (Kim Hyeon-jun)    | Légpuska              | 624,4     | 11.       | kiesett | kiesett  |
| Csong Dzsigun (Jeong Ji-geun)    | Légpuska              | 616,7     | 43.       | kiesett | kiesett  |

Női
| Versenyző                       | Versenyszám           | Selejtező | Selejtező | Elődöntő | Elődöntő | Döntő   | Döntő    |
| Versenyző                       | Versenyszám           | Pont      | Helyezés  | Pont     | Helyezés | Pont    | Helyezés |
| ------------------------------- | --------------------- | --------- | --------- | -------- | -------- | ------- | -------- |
| Kim Mindzsong (Kim Min-jeong)   | Légpisztoly           | 380       | 18.       |          |          | kiesett | kiesett  |
| Kvak Csonghje (Kwak Jeong-hye)  | Légpisztoly           | 380       | 15.       |          |          | kiesett | kiesett  |
| Hvang Szongun (Hwang Seong-eun) | Sportpisztoly         | 577       | 17.       | kiesett  | kiesett  | kiesett | kiesett  |
| Kim Dzsangmi (Kim Jang-mi)      | Sportpisztoly         | 582       | 9.        | kiesett  | kiesett  | kiesett | kiesett  |
| Kim Unhje (Kim Eun-hye)         | Légpuska              | 410,8     | 36.       |          |          | kiesett | kiesett  |
| Pak Hemi (Park Hae-mi)          | Légpuska              | 414,4     | 19.       |          |          | kiesett | kiesett  |
| Csang Gumjong (Jang Geum-yeong) | Sportpuska, összetett | 568       | 35.       |          |          | kiesett | kiesett  |
| I Gjerim (Lee Gye-rim)          | Sportpuska, összetett | 570       | 32.       |          |          | kiesett | kiesett  |

## Súlyemelés
Férfi
| Versenyző                     | Versenyszám | Szakítás | Szakítás | Lökés    | Lökés    | Összesen | Helyezés |
| Versenyző                     | Versenyszám | Eredmény | Helyezés | Eredmény | Helyezés | Összesen | Helyezés |
| ----------------------------- | ----------- | -------- | -------- | -------- | -------- | -------- | -------- |
| Han Mjongmok (Han Myeong-mok) | 62 kg       | 130      | 6.       | 150      | 10.      | 280      | 9.       |
| Von Dzsongsik (Won Jeong-sik) | 69 kg       | 143      | 9.       | 177      | 9.       | 320      | 8.       |
| Ju Dongdzsu (Yu Dong-ju)      | 85 kg       | 150      | 13.      | 190      | 11.      | 340      | 13.      |
| Pak Hanung (Park Han-woong)   | 94 kg       | 165      | 10.      | 202      | 10.      | 367      | 10.      |

Női
| Versenyző                   | Versenyszám | Szakítás | Szakítás | Lökés    | Lökés    | Összesen | Helyezés |
| Versenyző                   | Versenyszám | Eredmény | Helyezés | Eredmény | Helyezés | Összesen | Helyezés |
| --------------------------- | ----------- | -------- | -------- | -------- | -------- | -------- | -------- |
| Jun Dzsinhi (Yoon Jin-hee)  | 53 kg       | 88       | 5.       | 111      | 3.       | 199      |          |
| I Hiszol (Lee Hui-sol)      | +75 kg      | 122      | 4.       | 153      | 6.       | 275      | 5.       |
| Szon Jonghi (Son Yeong-hui) | +75 kg      | 118      | 7.       | 155      | 5.       | 273      | 6.       |

## Taekwondo
Férfi
| Versenyző                   | Versenyszám | Nyolcaddöntő                                | Negyeddöntő                | Elődöntő          | Vigaszág elődöntő            | Bronz- mérkőzés            | Döntő             | Helyezés |
| Versenyző                   | Versenyszám | Ellenfél Eredmény                           | Ellenfél Eredmény          | Ellenfél Eredmény | Ellenfél Eredmény            | Ellenfél Eredmény          | Ellenfél Eredmény | Helyezés |
| --------------------------- | ----------- | ------------------------------------------- | -------------------------- | ----------------- | ---------------------------- | -------------------------- | ----------------- | -------- |
| Kim Thehun (Kim Tae-hun)    | Légsúly     | Tawin Hanprab (THA) · 10-12                 |                            |                   | Safwan Khalil (AUS) · 4-1    | Carlos Navarro (MEX) · 7-5 |                   |          |
| I Dehun (Lee Dae-hun)       | Pehelysúly  | David Boui (CAF) · 6-0                      | Ahmad Abugaus (JOR) · 8-11 |                   | Ghofran Ahmed (EGY) · 14-6   | Jaouad Achab (BEL) · 11-7  |                   |          |
| Csha Dongmin (Cha Dong-min) | Nehézsúly   | Arman-Marshall Silla (BLR) · nem vett részt | Radik Isayev (AZE) · 8-12  |                   | Ruslan Zhaparov (KAZ) · 15-8 | Dmitry Shokin (UZB) · 4-3  |                   |          |

Női
| Versenyző              | Versenyszám | Nyolcaddöntő                 | Negyeddöntő                        | Elődöntő                   | Vigaszág elődöntő | Bronz- mérkőzés   | Döntő                         | Helyezés |
| Versenyző              | Versenyszám | Ellenfél Eredmény            | Ellenfél Eredmény                  | Ellenfél Eredmény          | Ellenfél Eredmény | Ellenfél Eredmény | Ellenfél Eredmény             | Helyezés |
| ---------------------- | ----------- | ---------------------------- | ---------------------------------- | -------------------------- | ----------------- | ----------------- | ----------------------------- | -------- |
| Kim Szohi (Kim So-hui) | Légsúly     | Julissa Diez (PER) · 10-2    | Panipak Wongpattanakit (THA) · 6-5 | Yasmina Aziez (FRA) · 1-0  |                   |                   | Tijana Bogdanović (SRB) · 7-6 |          |
| O Hjeri (Oh Hye-ri)    | Váltósúly   | Melissa Pagnotta (CAN) · 9-3 | Chuang Chia-Chia (TPE) · 21-9      | Fəridə Əzizova (AZE) · 6-5 |                   |                   | Haby Niaré (FRA) · 13-12      |          |

## Tollaslabda
| Versenyző                                                         | Versenyszám  | Csoportkör | Csoportkör | Nyolcaddöntő                                 | Negyeddöntő                                                                          | Elődöntő                                                       | Bronz- mérkőzés                                                               | Döntő             | Helyezés |
| Versenyző                                                         | Versenyszám  | Ellenfél Eredmény | Hely.      | Ellenfél Eredmény                            | Ellenfél Eredmény                                                                    | Ellenfél Eredmény                                              | Ellenfél Eredmény                                                             | Ellenfél Eredmény | Helyezés |
| ----------------------------------------------------------------- | ------------ | --- | ---------- | -------------------------------------------- | ------------------------------------------------------------------------------------ | -------------------------------------------------------------- | ----------------------------------------------------------------------------- | ----------------- | -------- |
| I Donggun (Lee Dong-geun)                                         | Férfi egyes  | L csoport · Boonsak Ponsana (THA) · 19–21, 21-17, 16–21 · Viktor Axelsen (DEN) · 11–21, 13–21 | 3.         | kiesett                                      | kiesett                                                                              | kiesett                                                        | kiesett                                                                       | kiesett           | 28.      |
| Szon Vanho (Son Wan-ho)                                           | Férfi egyes  | N csoport · Jacob Maliekal (RSA) · 21–10, 21-10 · Artem Pochtarov (UKR) · 21–9, 21-15 | 1.         | Ng Ká-lóng (Ng Ka Long) (HKG) · 23–21, 21-17 | Csen Lung (Chen Long) (CHN) · 11–21, 21–18, 11–21                                    | kiesett                                                        | kiesett                                                                       | kiesett           | 5.       |
| Kim Gidzsong (Kim Gi-jeong) Kim Szarang (Kim Sa-rang)             | Férfi páros  | C csoport · Lengyelország (POL) · Adam Cwalina · Przemysław Wacha · 21-14, 21-15 · Nagy-Britannia (GBR) · Marcus Ellis · Chris Langridge · 21-17, 23–25, 18–21 · Dánia (DEN) · Mathias Boe · Carsten Mogensen · 21-15, 21-18                           | 1.         |                                              | Kína (CHN) · Csang Nan (Zhang Nan) · Fu Haj-feng (Fu Hai-feng) · 21-11, 18–21, 22–24 | kiesett                                                        | kiesett                                                                       | kiesett           | 5.       |
| I Jongde (Lee Yong-dae) Ju Jonszong (Yu Yeon-seong)               | Férfi páros  | A csoport · Ausztrália (AUS) · Matthew Chau · Sawan Serasinghe · 21-14, 21-16 · Tajvan (TPE) · Li Sengmu (Lǐ Shèngmù) · Caj Csia-hszin (Cài Jiāxīn) · 18–21, 21-13, 21-18 · Oroszország (RUS) · Vlagyimir Ivanov · Ivan Szozonov · 17–21, 21-19, 16–21 | 2.         |                                              | Malajzia (MAS) · Goh V Shem · Tan Wee Kiong · 21-17, 18–21, 19–21                    | kiesett                                                        | kiesett                                                                       | kiesett           | 5.       |
| Pe Jondzsu (Bae Yeon-ju)                                          | Női egyes    | I csoport · Jeanine Cicognini (ITA) · 21–11, 21-8 · Özge Bayrak (TUR) · 21–11, 21-7 | 1.         | Okuhara Nozomi (JPN) · 6–21, 7–21            | kiesett                                                                              | kiesett                                                        | kiesett                                                                       | kiesett           | 9.       |
| Szong Dzsihjon (Seong Jihyeon)                                    | Női egyes    | C csoport · Delphine Lansac (FRA) · 21–13, 21-14 · Liang Xiaoyu (SIN) · 21–17, 21-11 | 1.         | Linda Zetchiri (BUL) · 21–15, 21-12          | Carolina Marín (ESP) · 12–21, 16–21                                                  | kiesett                                                        | kiesett                                                                       | kiesett           | 5.       |
| Csang Jena (Jang Ye-na) I Szohi (Lee So-hui)                      | Női páros    | D csoport · Bulgária (BUL) · Gabriela Stoeva · Stefani Stoeva · 24-22, 21-15 · Németország (GER) · Johanna Goliszewski · Carla Nelte · 21-18, 18–21, 21-17 · Kína (CHN) · Jü Jang (Yu Yang) · Tang Jüan-ting (Tang Yuanting) · 21-18, 14–21, 21-11     | 1.         |                                              | Dánia (DEN) · Christinna Pedersen · Kamilla Rytter Juhl · 26–28, 21–18, 15–21        | kiesett                                                        | kiesett                                                                       | kiesett           | 5.       |
| Csong Gjongun (Jeong Gyeong-eun) Sin Szungcshan (Shin Seung-chan) | Női páros    | B csoport · Egyesült Államok (USA) · Eva Lee · Paula Lynn Obanana · 21–14, 21–12 · Kína (CHN) · Luo Jing (Luo Ying) · Luo Jü (Luo Yu) · 21–10, 21–14 · Dánia (DEN) · Christinna Pedersen · Kamilla Rytter Juhl · 16–21, 18–21                          | 1.         |                                              | Hollandia (NED) · Eefje Muskens · Selena Piek · 21–13, 20–22, 21–14                  | Japán (JPN) · Macutomo Miszaki · Takahasi Ajaka · 16–21, 15–21 | Kína (CHN) · Jü Jang (Yu Yang) · Tang Jüan-ting (Tang Yuanting) · 21–8, 21–17 |                   |          |
| Kim Hana Ko Szonghjon (Go Seong-hyeon)                            | Vegyes páros | D csoport · Egyesült Államok (USA) · Phillip Chew · Jamie Subandhi · 21–10, 21–12 · Hollandia (NED) · Jacco Arends · Selena Piek · 21–10, 21–10 · Japán (JPN) · Kazuno Kenta · Kurihara Ajane · 25–23, 21–17                                           | 1.         |                                              | Kína (CHN) · Hszü Csen (Xu Chen) · Ma Csin (Ma Jin) · 17–21, 18–21                   | kiesett                                                        | kiesett                                                                       | kiesett           | 5.       |

## Torna
Férfi
| Versenyző | Versenyszám      | Selejtező | Selejtező | Döntő    | Döntő    |
| Versenyző | Versenyszám      | Pontszám  | Helyezés  | Pontszám | Helyezés |
| --- | ---------------- | --------- | --------- | -------- | -------- |
| Sin Donghjon (Sin Dong-hyeon) | Talaj            | 13,966    | 48.       | kiesett  | kiesett  |
| Sin Donghjon (Sin Dong-hyeon) | Korlát           | 13,800    | 56.       | kiesett  | kiesett  |
| Sin Donghjon (Sin Dong-hyeon) | Lólengés         | 13,775    | 48.       | kiesett  | kiesett  |
| Kim Hanszol (Kim Han-sol) | Talaj            | 14,266    | 35.       | kiesett  | kiesett  |
| Kim Hanszol (Kim Han-sol) | Ugrás            | 13,749    | 17.       | kiesett  | kiesett  |
| Kim Hanszol (Kim Han-sol) | Nyújtó           | 11,666    | 71.       | kiesett  | kiesett  |
| Kim Hanszol (Kim Han-sol) | Lólengés         | 12,900    | 63.       | kiesett  | kiesett  |
| Pak Minszu (Park Minsu) | Talaj            | 13,400    | 60.       | kiesett  | kiesett  |
| Pak Minszu (Park Minsu) | Korlát           | 15,033    | 24.       | kiesett  | kiesett  |
| Pak Minszu (Park Minsu) | Nyújtó           | 14,800    | 17.       | kiesett  | kiesett  |
| Pak Minszu (Park Minsu) | Gyűrű            | 14,400    | 30.       | kiesett  | kiesett  |
| Pak Minszu (Park Minsu) | Lólengés         | 13,600    | 53.       | kiesett  | kiesett  |
| Pak Minszu (Park Minsu) | Egyéni összetett | 85,266    | 27.       | kiesett  | kiesett  |
| I Szanguk (Lee Sang-uk) | Talaj            | 14,333    | 32.       | kiesett  | kiesett  |
| I Szanguk (Lee Sang-uk) | Korlát           | 14,633    | 41.       | kiesett  | kiesett  |
| I Szanguk (Lee Sang-uk) | Nyújtó           | 14,066    | 43.       | kiesett  | kiesett  |
| I Szanguk (Lee Sang-uk) | Gyűrű            | 13,500    | 60.       | kiesett  | kiesett  |
| I Szanguk (Lee Sang-uk) | Lólengés         | 14,033    | 53.       | kiesett  | kiesett  |
| Ju Voncshol (Yu Won-cheol) | Korlát           | 14,441    | 45.       | kiesett  | kiesett  |
| Ju Voncshol (Yu Won-cheol) | Nyújtó           | 14,600    | 27.*      | kiesett  | kiesett  |
| Ju Voncshol (Yu Won-cheol) | Gyűrű            | 14,733    | 19.       | kiesett  | kiesett  |
| Sin Donghjon (Sin Dong-hyeon) Kim Hanszol (Kim Han-sol) Pak Minszu (Park Minsu) I Szanguk (Lee Sang-uk) Ju Voncshol (Yu Won-cheol) | Csapat összetett | 257,645   | 11.       | kiesett  | kiesett  |

Női
| Versenyző             | Versenyszám      | Selejtező | Selejtező | Döntő    | Döntő    |
| Versenyző             | Versenyszám      | Pontszám  | Helyezés  | Pontszám | Helyezés |
| --------------------- | ---------------- | --------- | --------- | -------- | -------- |
| I Undzsu (Lee Eun-Ju) | Talaj            | 12,566    | 68.       | kiesett  | kiesett  |
| I Undzsu (Lee Eun-Ju) | Felemás korlát   | 13,500    | 57.       | kiesett  | kiesett  |
| I Undzsu (Lee Eun-Ju) | Gerenda          | 12,533    | 70.       | kiesett  | kiesett  |
| I Undzsu (Lee Eun-Ju) | Egyéni összetett | 51,399    | 53.       | kiesett  | kiesett  |

* - egy másik versenyzővel azonos eredményt ért el

### Ritmikus gimnasztika
| Versenyző                   | Versenyszám | Selejtező | Selejtező | Selejtező | Selejtező | Selejtező | Selejtező | Selejtező | Selejtező | Selejtező | Selejtező | Döntő  | Döntő  | Döntő  | Döntő | Döntő    | Döntő    | Döntő  | Döntő  | Döntő    | Döntő    | Helyezés |
| Versenyző                   | Versenyszám | Karika    | Karika    | Labda     | Labda     | Buzogány  | Buzogány  | Szalag    | Szalag    | Összesen  | Összesen  | Karika | Karika | Labda  | Labda | Buzogány | Buzogány | Szalag | Szalag | Összesen | Összesen | Helyezés |
| Versenyző                   | Versenyszám | Pont      | Hely.     | Pont      | Hely.     | Pont      | Hely.     | Pont      | Hely.     | Pont      | Hely.     | Pont   | Hely.  | Pont   | Hely. | Pont     | Hely.    | Pont   | Hely.  | Pont     | Hely.    | Helyezés |
| --------------------------- | ----------- | --------- | --------- | --------- | --------- | --------- | --------- | --------- | --------- | --------- | --------- | ------ | ------ | ------ | ----- | -------- | -------- | ------ | ------ | -------- | -------- | -------- |
| Szon Jondzse (Son Yeon-jae) | Egyéni      | 17,466    | 11.       | 18,266    | 4.        | 18,358    | 3.        | 17,866    | 5.        | 71,956    | 5.        | 18,216 | 3.     | 18,266 | 4.    | 18,300   | 3.       | 18,116 | 4.     | 72,898   | 4.       | 4.       |

## Úszás
Férfi
| Versenyző                     | Versenyszám | Előfutam | Előfutam | Előfutam | Elődöntő | Elődöntő | Elődöntő | Döntő   | Döntő    |
| Versenyző                     | Versenyszám | Idő      | Hely.    | Össz.    | Idő      | Hely.    | Össz.    | Idő     | Helyezés |
| ----------------------------- | ----------- | -------- | -------- | -------- | -------- | -------- | -------- | ------- | -------- |
| Pak Thehvan                   | 100 m gyors | 49,24    | 4.       | 32.*     | kiesett  | kiesett  | kiesett  | kiesett | kiesett  |
| Pak Thehvan                   | 200 m gyors | 1:48,06  | 8.       | 29.      | kiesett  | kiesett  | kiesett  | kiesett | kiesett  |
| Pak Thehvan                   | 400 m gyors | 3:45,63  | 4.       | 10.      |          |          |          | kiesett | kiesett  |
| Von Jongdzsun (Won Yeung-jun) | 100 m hát   | 55,05    | 6.       | 30.      | kiesett  | kiesett  | kiesett  | kiesett | kiesett  |
| Cshö Gjuung (Choe Gyu-ung)    | 200 m mell  | 2:13,36  | 6.       | 31.      | kiesett  | kiesett  | kiesett  | kiesett | kiesett  |

Női
| Versenyző                     | Versenyszám    | Előfutam | Előfutam | Előfutam | Elődöntő | Elődöntő | Elődöntő | Döntő   | Döntő    |
| Versenyző                     | Versenyszám    | Idő      | Hely.    | Össz.    | Idő      | Hely.    | Össz.    | Idő     | Helyezés |
| ----------------------------- | -------------- | -------- | -------- | -------- | -------- | -------- | -------- | ------- | -------- |
| Pek Szujon                    | 200 m mell     | 2:32,79  | 8.       | 29.      | kiesett  | kiesett  | kiesett  | kiesett | kiesett  |
| An Szehjon (An Se-hyeon)      | 100 m pillangó | 57,80    | 3.       | 10.      | 57,95    | 5.       | 9.       | kiesett | kiesett  |
| An Szehjon (An Se-hyeon)      | 200 m pillangó | 2:08,42  | 4.       | 13.      | 2:08,69  | 7.       | 13.      | kiesett | kiesett  |
| Pak Csinjong (Park Jin-yeong) | 200 m pillangó | 2:09,99  | 8.       | 21.      | kiesett  | kiesett  | kiesett  | kiesett | kiesett  |
| Kim Szojong (Kim Seo-yeong)   | 200 m vegyes   | 2:11,75  | 1.       | 10.      | 2:12,15  | 6.*      | 12.*     | kiesett | kiesett  |
| Nam Juszon (Nam Yu-seon)      | 200 m vegyes   | 2:16,11  | 4.       | 32.      | kiesett  | kiesett  | kiesett  | kiesett | kiesett  |

* - egy másik versenyzővel azonos időt ért el

## Vitorlázás
Férfi
| Versenyző                                              | Versenyszám     | Futam | Futam | Futam | Futam | Futam | Futam | Futam | Futam | Futam | Futam | Futam | Futam | Futam   | Pontszám | Helyezés |
| Versenyző                                              | Versenyszám     | 1     | 2     | 3     | 4     | 5     | 6     | 7     | 8     | 9     | 10    | 11    | 12    | É       | Pontszám | Helyezés |
| ------------------------------------------------------ | --------------- | ----- | ----- | ----- | ----- | ----- | ----- | ----- | ----- | ----- | ----- | ----- | ----- | ------- | -------- | -------- |
| I Thehun (Lee Tae-hun)                                 | Szörfvitorlázás | 14    | 20    | 3     | 9     | 18    | 7     | (33)  | 17    | 27    | 14    | 22    | 14    | kiesett | 165      | 18.      |
| Ha Dzsimin (Ha Jimin)                                  | Laser           | 26    | 6     | (38)  | 3     | 12    | 9     | 10    | 21    | 8     | 14    |       |       | kiesett | 109      | 13.      |
| Kim Cshangdzsu (Kim Chang-ju) Kim Dzsihun (Kim Ji-hun) | 470-es osztály  | 5     | (25)  | 12    | 8     | 20    | 13    | 21    | 23    | 24    | 20    |       |       | kiesett | 146      | 19.      |

## Vívás
Férfi
| Versenyző | Versenyszám       | Selejtező                     | 32-es főtábla                              | Nyolcaddöntő                  | Negyeddöntő                                                          | Elődöntő                                                                                      | Bronz- mérkőzés                                                                 | Döntő                   | Helyezés |
| Versenyző | Versenyszám       | Ellenfél Eredmény             | Ellenfél Eredmény                          | Ellenfél Eredmény             | Ellenfél Eredmény                                                    | Ellenfél Eredmény                                                                             | Ellenfél Eredmény                                                               | Ellenfél Eredmény       | Helyezés |
| --- | ----------------- | ----------------------------- | ------------------------------------------ | ----------------------------- | -------------------------------------------------------------------- | --------------------------------------------------------------------------------------------- | ------------------------------------------------------------------------------- | ----------------------- | -------- |
| Ho Dzsun (Heo Jun) | Tőr, egyéni       | erőnyerő                      | Cőng Ká-lóng (Cheung Ka Long) (HKG) · 8-15 | kiesett                       | kiesett                                                              | kiesett                                                                                       | kiesett                                                                         | kiesett                 | 20.      |
| Csong Dzsinszon (Jeong Jin-seon)                                                                                               | Párbajtőr, egyéni | Silvio Fernández (VEN) · 15-8 | Enrico Garozzo (ITA) · 11-15               | kiesett                       | kiesett                                                              | kiesett                                                                                       | kiesett                                                                         | kiesett                 | 31.      |
| Pak Kjongdu (Park Kyoung-doo)                                                                                                  | Párbajtőr, egyéni | erőnyerő                      | Nikolai Novosjolov (EST) · 10-12           | kiesett                       | kiesett                                                              | kiesett                                                                                       | kiesett                                                                         | kiesett                 | 19.      |
| Pak Szangjong (Park Sang-yeong)                                                                                                | Párbajtőr, egyéni | erőnyerő                      | Pavel Szuhov (RUS) · 15-11                 | Enrico Garozzo (ITA) · 15-12  | Max Heinzer (SUI) · 15-4                                             | Benjamin Steffen (SUI) · 15-9                                                                 |                                                                                 | Imre Géza (HUN) · 15-14 |          |
| Ku Bongil (Gu Bon-gil) | Kard, egyéni      |                               | Mohamed Amer (EGY) · 15-9                  | Mojtaba Abedini (IRI) · 12-15 | kiesett                                                              | kiesett                                                                                       | kiesett                                                                         | kiesett                 | 9.       |
| Kim Dzsonghvan (Kim Jeong-hwan)                                                                                                | Kard, egyéni      |                               | Yoandry Iriarte (CUB) · 15-7               | Sandro Bazadze (GEO) · 15-14  | Nyikolaj Kovaljov (RUS) · 15-10                                      | Szilágyi Áron (HUN) · 12-15                                                                   | Mojtaba Abedini (IRI) · 15-8                                                    |                         |          |
| Csong Dzsinszon (Jeong Jin-seon) Csong Szunghva (Jeong Seung-hwa) Pak Kjongdu (Park Gyeong-du) Pak Szangjong (Park Sang-young) | Párbajtőr, csapat |                               |                                            | erőnyerő                      | Magyarország (HUN) · Boczkó Gábor · Imre Géza · Rédli András · 42-45 | 5–8. helyért · Venezuela (VEN) · Silvio Fernández · Francisco Limardo · Rubén Limardo · 45-40 | 5. helyért · Svájc (SUI) · Peer Borsky · Max Heinzer · Benjamin Steffen · 45-36 |                         | 5.       |

Női
| Versenyző                                                                                   | Versenyszám       | Selejtező         | 32-es főtábla                          | Nyolcaddöntő                   | Negyeddöntő                                                              | Elődöntő | Bronz- mérkőzés | Döntő             | Helyezés |
| Versenyző                                                                                   | Versenyszám       | Ellenfél Eredmény | Ellenfél Eredmény                      | Ellenfél Eredmény              | Ellenfél Eredmény                                                        | Ellenfél Eredmény                                                                                                 | Ellenfél Eredmény | Ellenfél Eredmény | Helyezés |
| ------------------------------------------------------------------------------------------- | ----------------- | ----------------- | -------------------------------------- | ------------------------------ | ------------------------------------------------------------------------ | --- | --- | ----------------- | -------- |
| Cson Hiszuk                                                                                 | Tőr, egyéni       | erőnyerő          | Isis Giménez (VEN) · 10-8              | Aida Sanajeva (RUS) · 11-15    | kiesett                                                                  | kiesett | kiesett | kiesett           | 13.      |
| Nam Hjonhi                                                                                  | Tőr, egyéni       | erőnyerő          | Nisioka Siho (JPN) · 12-15             | kiesett                        | kiesett                                                                  | kiesett | kiesett | kiesett           | 17.      |
| Cshö Indzsong (Choi In-jeong)                                                               | Párbajtőr, egyéni | erőnyerő          | Violetta Kolobova (RUS) · 15-12        | Ana Maria Popescu (ROU) · 15-8 | Rossella Fiamingo (ITA) · 8-15                                           | kiesett | kiesett | kiesett           | 7.       |
| Kang Jongmi (Kang Young-mi)                                                                 | Párbajtőr, egyéni | erőnyerő          | Szun Jü-csie (Sun Yujie) (CHN) · 15-10 | Szász Emese (HUN) · 11-15      | kiesett                                                                  | kiesett | kiesett | kiesett           | 14.      |
| Sin Aram (Shin A-lam)                                                                       | Párbajtőr, egyéni | erőnyerő          | Olena Krivicka (UKR) · 14-15           | kiesett                        | kiesett                                                                  | kiesett | kiesett | kiesett           | 20.      |
| Hvang Szona (Hwang Seo-na)                                                                  | Kard, egyéni      | erőnyerő          | Manon Brunet (FRA) · 11-15             | kiesett                        | kiesett                                                                  | kiesett | kiesett | kiesett           | 19.      |
| Kim Dzsijon (Kim Ji-yeon)                                                                   | Kard, egyéni      | erőnyerő          | Nguyễn Thị Lệ Dung (VIE) · 15-3        | Loreta Gulotta (ITA) · 13-15   | kiesett                                                                  | kiesett | kiesett | kiesett           | 11.      |
| Szo Dzsijon (Seo Ji-yeon)                                                                   | Kard, egyéni      | erőnyerő          | Jekatyerina Gyjacsenko (RUS) · 12-15   | kiesett                        | kiesett                                                                  | kiesett | kiesett | kiesett           | 20.      |
| Cshö Indzsong (Choi In-jeong) Cshö Unszuk Kang Jongmi (Kang Young-mi) Sin Aram (Shin A-lam) | Párbajtőr, csapat |                   |                                        | erőnyerő                       | Észtország (EST) · Julia Beljajeva · Irina Embrich · Erika Kirpu · 26-27 | 5–8. helyért · Ukrajna (UKR) · Olena Krivicka · Kszenyija Pantelejeva · Jana Semjakina · 45-34                    | 5. helyért · Egyesült Államok (USA) · Katharine Holmes · Courtney Hurley · Kelley Hurley · Katarzyna Trzopek · 18-22 |                   | 6.       |
| Jun Dzsiszu (Yun Ji-su) Kim Dzsijon (Kim Ji-yeon) Szo Dzsijon (Seo Ji-yeon)                 | Kard, csapat      |                   |                                        |                                | Ukrajna (UKR) · Olha Harlan · Alina Komascsuk · Olena Kravacka · 40-45   | 5–8. helyért · Franciaország (FRA) · Cécilia Berder · Saoussen Boudiaf · Manon Brunet · Charlotte Lembach · 45-40 | 5. helyért · Lengyelország (POL) · Bogna Jóźwiak · Marta Puda · Aleksandra Socha · 45-41                             |                   | 5.       |